# منقله

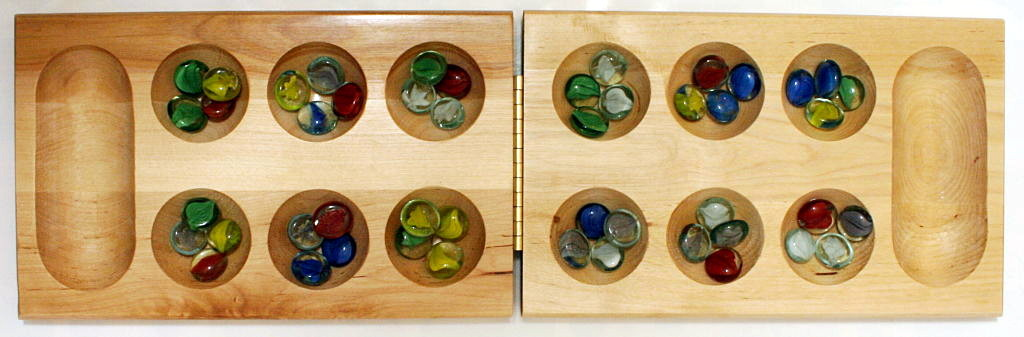
تخته چوبی منقله.

مَنقَله دسته‌ای از بازی‌های تخته‌ای است که در آفریقا، خاور میانه، و آسیای میانه رواج دارد. 
این بازی را با جابه‌جا کردن مهره‌ها بر روی تخته بازی می‌کنند.
بازی منقله در مصر پیشینه‌ای هزاران‌ساله دارد. جهانگردان اروپایی در سده نوزدهم در قهوه خانه‌های مصر با آن آشنا شدند. در آن زمان رسم بود بازنده هزینه تمامی قهوه‌ای را که در طول بازی صرف شده بود عهده‌دار شود.
برده‌های آفریقایی بازی‌های منقله را با خود به سورینام و جزایر هند باختری بردند. امروزه در برخی نقطه‌های روستایی آفریقا، کودکان روی صفحه‌هایی که بر سطح زمین کنده‌اند به این بازی می‌پردازند.